# Android-x86
Android-x86 là một dự án mã nguồn mở giúp chuyển hệ điều hành di động Android không chính thức của Google sang chạy trên các thiết bị được cung cấp bởi bộ xử lý AMD và Intel x86, thay vì chip ARM dựa trên RISC. 
Các nhà phát triển Chih-Wei Huang và Yi Sun đã khởi nguồn dự án vào năm 2009. Dự án bắt đầu như một loạt các bản vá cho mã nguồn Android để cho phép Android chạy trên nhiều Netbook, máy tính bảng và Ultra-mobile PC. Yi sau đó nghỉ việc vì vấn đề cá nhân. Huang là người duy trì dự án hiện tại. Các nhà phát triển hiện đang hoạt động bao gồm Mauro Rossi và Michael Goffioul.

## Lịch sử
Đây là một dự án để port Android Open Source Project cho nền tảng x86, trước đây được gọi là "bản vá lưu trữ hỗ trợ cho Android x86". Kế hoạch ban đầu là để lưu trữ các bản vá lỗi khác nhau hỗ trợ x86 của Android từ cộng đồng mã nguồn mở.
Một vài tháng sau khi chúng tôi tạo ra dự án, chúng tôi phát hiện ra rằng chúng tôi có thể làm nhiều hơn là chỉ lưu trữ các bản vá lỗi. Vì vậy, chúng tôi quyết định tách khỏi mã cơ sở của chúng tôi và sẽ cung cấp hỗ trợ x86 cho các nền tảng x86 khác nhau và thiết lập một máy chủ git để lưu trữ nó. Để phản ánh nó, chúng tôi tạo ra dự án mới này và kiểm tra các nền tảng khác nhau. Các bài kiểm tra được thực hiện bởi các thành viên dự án và những người khác từ nhóm android-porting.
Hầu hết các mô hình máy tính cá nhân của Eee PC, bao gồm: 
- 701, 701SD, 900, 900A, 901, 904HD 1000, 1000He, 1000HD, 1005HAG, S101, T91 (chế độ VESA) màn hình cảm ứng hoạt động.
- Eee Top 1602C (chế độ VESA) màn hình cảm ứng hoạt động.
- Lenovo ThinkPad x61 Tablet ngoại trừ T91 và Eee Top, tất cả đều có thể chạy các độ phân giải gốc (800x480 hoặc 1024x600) thông qua trình điều khiển i915.

Nhờ thiết lập chế độ hạt nhân (km) được giới thiệu trong kernel 2.6.29. Các tính năng sau đây có sẵn trong bản thử nghiệm mới nhất (nhận được). 
- Kernel 2.6.29, KMS cho phép hỗ trợ Wifi với GUI
- Giao diện đồ hoạ Ethernet
- Trình cài đặt đĩa tốt hơn
- Power Suspend / Resume (chế độ S3)
- Tình trạng pin
- Chuột phần mềm
- Chuột chuột
- Hỗ trợ netbook native resolution
- Audio (ALSA)
- Hỗ trợ camera V4l2
- Hỗ trợ màn hình ngoài
- Hỗ trợ tự động gắn ngoài
- Hỗ trợ bàn phím bên ngoài
- Cài đặt Proxy
- Chế độ Debug với Busbone
- Mã Nguồn Bluetooth

Chúng tôi cung cấp một source tree hoàn chỉnh, dễ điều chỉnh thông qua GetSourceCode để có thể biết cách sử dụng nó. Bạn cũng có thể duyệt qua mã trực tuyến.
Quá trình phát triển (2009/11)
Những gì chúng tôi đang làm việc:
- Hợp nhất Android 2.0 (Eclair) (beyounn, hoàn thành)
- Nhiều nền tảng hỗ trợ (cwhuang)
- Cập nhật cho hạt nhân 2.6.32 (iksaif, hoàn thành)
- Màn hình cảm ứng hiệu chuẩn (bundle)
- Hỗ trợ camera cho Eclair (Swan và Wallace)

Những việc cần làm:
- Hỗ trợ giám sát bên ngoài
- Cải thiện hỗ trợ bluetooth
- Quản lý năng lượng tốt hơn
- Hỗ trợ nhiều touch Touchpad
- Hỗ trợ 3G và GPS
- Kiểm tra tất cả các ứng dụng mặc định